# Ulster Museum
Ulster Museum er et museum, der ligger i Botanic Gardens i Belfast, Nordirland: Det har omkring 8.000 m2 udstilling, der inkluderer kunst, brugskunst, arkæologi, etnografi, skatte fra den spanske armada, lokalhistorie, numismatik, industriel arkæologi, botanik, zoologi og geologi: Det er det største museum i Nordirland, og er en del af National Museums Northern Ireland.
Med omkring 0,5 million besøgende om året er det et af de mest besøgte museer i Storbritannien.